# Louis Lacroix (historien)
Pour les articles homonymes, voir Louis Lacroix (homonymie) et Lacroix.
Louis Pierre Lacroix, né le 8 août 1817 à Paris et décédé le 13 janvier 1881 à Paris 6e, est un professeur d'université et historien français.

## Biographie
Louis Lacroix fréquente le lycée Louis-le-Grand, et en ressort bachelier. Il est reçu à l'École normale en 1836, obtient une licence ès lettres en 1837, puis l'agrégation d'histoire en 1839. Le 6 mai 1848, il soutient ses deux thèses de doctorat ès lettres à la Faculté de Paris. La première, en français, porte sur la religion romaine d'après les Fastes d'Ovide. La deuxième, en latin, traite de la philosophie et de la religion dans l’œuvre d'Hérodote.  
La carrière académique de Louis Lacroix débute par un poste de professeur d'histoire au collège royal de Rennes (1839). Il est par la suite chargé d'une suppléance d'histoire au collège royal Louis-le-Grand et d'une partie de l'histoire au collège Rollin (1841). Il est également suppléant d'histoire au collège royal Henri-IV (845). En 1846, il devient membre de l'École française d'Athènes. En congé de 1852 à 1853, il reprend du service en tant que proviseur du lycée de Nantes en 1853. Il devient professeur d'histoire à la Faculté des lettres de Nancy en 1854. Sa carrière s'achève sur un poste de suppléant d'Henri Wallon à la Faculté des lettres de Paris de 1871 à 1880, année de son départ en retraite.
Outre ces charges d'enseignement, Louis Lacroix est membre du Comité des travaux historiques et scientifiques (1860). Il est également membre de l'Académie Stanislas de Nancy de 1855 à 1876, et collaborateur de la Revue de l'Instruction publique. Durant sa carrière, il participe à de nombreuses soutenances de thèses de doctorat ès lettres, en qualité de membre du jury.

## Œuvres
Parmi les ouvrages écrits par Louis Lacroix figurent : 
- Recherches sur la religion des Romains d'après les Fastes d'Ovide, thèse de doctorat (1846) ;
- Quid apud Herodotum, ad philosophiam et religionem pertineat, thèse de doctorat (1846) ;
- L'Afrique ancienne, en collaboration (1844) ;
- L'Italie ancienne (1850-51), 2 volumes en collaboration ;
- Îles de la Grèce (1853) ;
- Dix Ans d'enseignement historique à la Faculté des lettres de Nancy (1865) ;
- Journal d'un habitant de Nancy pendant l'invasion de 1870-71 (1873).

## Distinctions
Louis Lacroix est titulaire du titre de chevalier de la légion d'honneur.